# Metagonia luisa
Metagonia luisa là một loài nhện trong họ Pholcidae. Loài này được phát hiện ở México.